# 多杰才旦 (循化)
多杰才旦，中华人民共和国政治人物、全国脱贫攻坚先进个人。

## 生平
多杰才旦任久治县门堂乡门堂村第一书记，中国移动通信集团青海有限公司果洛分公司综合部职员。因在脱贫攻坚战中作出突出贡献，2021年2月25日全国脱贫攻坚总结表彰大会上，多杰才旦被授予“全国脱贫攻坚先进个人”。